# 函館市立北中学校
函館市立北中学校（はこだてしりつきたちゅうがっこう）は、北海道函館市山の手3丁目にある公立中学校である。

## 学校教育目標
- 向上 自らめあてをもち、ねばり強く学習する生徒
- 協調 豊かな心をもち、みんなのために尽くす生徒
- 健康 健康や安全につとめ、進んで運動する生徒

## 重点教育目標
- 『心豊かで、主体的に学ぶ生徒の育成』